# Deražňa
Deražňa (ukrajinsky Деражня, rusky Деражня – Děražňa) je město v Chmelnycké oblasti na Ukrajině.

## Poloha a doprava
Deražňa leží na Vovku, pravém přítoku Jižního Bugu. Od Chmelnyckého, správního střediska oblasti, je vzdálena bezmála čtyřicet kilometrů jihovýchodně.
Od sedmdesátých let devatenáctého století prochází přes město trať z Chmelnyckého do Žmerynky.

## Dějiny
Sídlo bylo poprvé zmíněno v roce 1431, kdy v něm sídlili Kozáci. Patřilo pak do Podolského vojvodství Polsko-litevské unie. V letech 1672–1682 jej drželi Turci, než jej dobyl pro Polsko zpět Jan III. Sobieski.
Od roku 1792 patřila Deražňa Ruskému impériu, kde se stala součástí Podolské gubernie.
Od roku 1987 je Deražňa městem.